# Álvaro Cardoso Teixeira
Álvaro Cardoso Teixeira (Luanda, Angola, 11 de janeiro de 1963 - Lisboa, 9 de maio de 2017) foi um futebolista e treinador português que se notabilizou ao serviço do Vitória de Setúbal e do Belenenses. 

## Carreira
Teixeira começou a sua carreira nas camadas jovens do Vitória de Setúbal, clube onde permaneceria até 1986. Nesse ano assinou pelos Belenenses onde conquistou um dos pontos altos da carreira, a conquista da Taça de Portugal 1988/89 frente ao Benfica, no Jamor. Em 1995 deixa o Restelo e aceita o convite de Jorge Jesus para integrar a estreante equipa do Felgueiras na Primeira Liga. Jogou ainda no Torreense, Lusitano de Évora, tendo sido também treinador destas duas formações.
Faleceu bastante jovem, apenas com 53 anos, vítima de doença prolongada em maio de 2017.